# نبت‌تاوی
نبت‌تاوی (انگلیسی: Nebettawy) شاهدخت و ملکه مصر باستان، پنجمین دختر و یکی از همسران بزرگ سلطنتی فرعون رامسس دوم بود.
نبت‌تاوی ممکن است دختر همسر رامسس، نفرتاری باشد، اما این به هیچ وجه قطعی نیست. او در معبد بزرگ ابوسمبل نشان داده شده است. او در دومین تندیس عظیم جنوبی در مقابل معبد نبت‌تاوی در قصر در لباس یک ملکه به تصویر کشیده شده است. نبت‌تاوی با کلاه گیس، مدیوس نسبتاً ساده و پرهای دوتایی نشان داده شده است. بنت‌عنتا (همچنین با لباس ملکه) در کنار پای چپ تندیس بزرگ جنوبی، نبت‌تاوی در پای راست، و شاهزاده است‌نفرت دوم در مقابل مجسمهٔ بزرگ ایستاده است.
نبت‌تاوی به عنوان پنجمین شاهدخت در رژه دختران سلطنتی ظاهر می‌شود که در معبد بزرگ ابوسمبل به تصویر کشیده شده است. او در پشت بنت‌عنتا، باکموت، نفرتاری و مریت‌آمون ظاهر می‌شود. شاهدخت‌ها در حال حمل سیستروم (جغجغهٔ نیایشی) نشان داده شده‌اند.
نبت‌تاوی در معبد کوچکتر ابوسمبل نشان داده نشده است. نفرتاری با مریت‌آمون و حنوت‌تاوی در نمای این معبد نشان داده شده است.